# Базальтова магма
Магма базальтова (рос. магма базальтовая, англ. basic magma, basalt magma, нім. basaltisches Magma n) — глибинний силікатний розплав, багатий на магній, залізо, кальцій. Містить 45-55% кремнезему.
Походження базальтової магми пов'язують з селективним плавленням ультраосновної речовини мантії. Характеризується зниженою в'язкістю і, як наслідок, підвищеною рухливістю. При охолодженні в приповерхневих умовах або при виливі на поверхню формує базальти, долерити, основні туфи; у глибинних умовах — габроїди.
Синонім — основна магма.